# Никълъс Лезард
Никълъс Лезард (на английски: Nicholas Lezard) е английски литературен критик и журналист.

## Биография
Роден е през 1963 г. в Ийст Финчли, квартал на Лондон. Водещ е на ежеседмичната критическа колонка „Изборът на Никълъс Лезард“ в Гардиан, но извън нея той е рецензент на новите издания в тънки корици за същия вестник. Автор е на рецензии и критически статии също в The Independent и в New Statesman, където води колонката „Down and Out in London“.